# Leväjärvi (sjö i Ijo, Norra Österbotten, Finland)
Leväjärvi eller Levälampi är en sjö i Finland. Den ligger i kommunen Ijo i landskapet Norra Österbotten, i den centrala delen av landet, 600 km norr om huvudstaden Helsingfors. Leväjärvi ligger 111,5 meter över havet. Arean är 51,5 hektar och strandlinjen är 2,99 kilometer lång. Sjön  ingår i Kuivajokis huvudavrinningsområde. 